# Gottlieb von Biel
Gottlieb von Biel (* 15. August 1792 in Braunschweig; † 11. Mai 1831 in Zierow) war ein mecklenburgischer Gutsherr und Pferdezüchter.

## Leben
Gottlieb von Biel war der jüngere von zwei Söhnen des 1791 in den Reichsadelsstand erhobenen herzoglich Braunschweigschen Geheimen Justizrats und Dechanten des Stifts St. Blasius Christian Andreas von Biel (1740–1805) auf Zierow in Mecklenburg. Der Vater hatte 1785 die ehemals von Negendankschen Güter Zierow, Eggerstorf, Neu-Jassewitz und Weitendorf nahe Wismar von Adrian Wilhelm Pauli und Magdalena Pauli erworben. Bei seinem Tod fielen sie seinen noch minderjährigen Söhnen Gottlieb und dem älteren Wilhelm zu. Im Wege der Erbauseinandersetzung kamen Weitendorf und Neu-Jassenitz an Gottlieb von Biel. Gottlieb von Biel hatte bereits als Kind 1801 eine Vikarie an St. Blasius in Braunschweig bekommen.
Er nahm an den Befreiungskriegen als Adjutant des Generals Wilhelm von Dörnberg teil und wechselte später aus Hannoverschen als Hauptmann in Braunschweigische Dienste. Nach dem Abschied vom Militär bewirtschaftete er seine ererbten Güter und setzte diese baulich in Stand, errichtete auch Neubauten und Parkanlagen.
Gemeinsam mit seinem Bruder Wilhelm, dem Grafen Plessen auf Ivenack und Friedrich Graf von Hahn auf Basedow begann er mit der Zucht englischer Vollblüter in Mecklenburg. Die Erfolge bei der Zucht brachte den Brüdern von Biel internationale Aufmerksamkeit und Anerkennung ein. Er ist Begründer der Pferderennen für Vollblüter auf der Ostseerennbahn in Bad Doberan (1822) und von Rennen in Güstrow, Basedow wie auch in Neubrandenburg. 
Als Autor verfasste er unter eigenem Namen wie auch anonym Bücher und Artikel rund um Pferdezucht und Pferdesport. In ihnen vertrat er vehement die Vorteile der englischen Vollblüter gegen die herrschende Meinung etwa von Wilhelm Carl Friedrich von Burgsdorff und Georg Gottlieb Ammon. Freilich war von einer Seite wohl etwas Speculation und Aussicht auf Vortheil mit dabei im Spiel, doch hat im Ganzen der Streit zur Verbesserung der Pferdezucht nicht allein im nördlichen Deutschland, sondern auch in anderen Ländern, viel beigetragen. Der englische Reiter und Reitsportautor Charles James Apperley (1777–1843) berichtet unter seinem Pseudonym Nimrod über einen Besuch bei den Brüdern von Biel auf ihren Gütern wie auch vom Besuch der Doberaner Pferderennen 1829.
Gottlieb von Biel war Mitglied des Mecklenburgischen Patriotischen Vereins und einer der Distriktsdirektoren dieses Vereins.

## Schriften (Auswahl)
- Einiges über edle Pferde. Hilscher, Dresden 1830. (Digitalisat, Tierärztliche Hochschule Hannover)
- anonym beteiligt: Gesetze für Mecklenburgs Pferderennen. 1823.
- anonym beteiligt: Mecklenburg’s Pferderennen. (Jahrbuch), nachgewiesen für 1827 bis 1831. (Digitalisat der Ausgabe 1829, Bayerische Staatsbibliothek)
- anonym beteiligt: Verzeichnis der in Mecklenburg befindlichen Vollblutpferde. 3 Bände, 1827–1830.